# Catillon-sur-Sambre
Catillon-sur-Sambre is een gemeente in het Franse Noorderdepartement (regio Hauts-de-France) en telt 846 inwoners (2005). De plaats maakt deel uit van het arrondissement Cambrai.

## Geografie
De oppervlakte van Catillon-sur-Sambre bedraagt 13,0 km², de bevolkingsdichtheid is 65,1 inwoners per km².
De onderstaande kaart toont de ligging van Catillon-sur-Sambre met de belangrijkste infrastructuur en aangrenzende gemeenten.

## Demografie
Onderstaande figuur toont het verloop van het inwonertal (bron: INSEE-tellingen).